# 獐毛
獐毛（学名：Aeluropus sinensis）为禾本科獐毛属下的一个种。其种加词“sinensis”意为“中华的”。
现接受名为小獐毛（Aeluropus littoralis (Gouan) Parl., 1850）。

## 用途
獐毛所含9种必需氨基酸的量为总量的7.01％，为蛋白质含量高、品质佳的优良牧草。樟毛亦是多风沙区良好的固沙植物，也可用于城市绿化，铺建草坪，其匍匐茎还能打草绳，编制多种工艺品等，是良好的工副业原料，因此，该草亦是综合利用的优良植物资源之一。